# Probles kotenkoi
Probles kotenkoi là một loài tò vò trong họ Ichneumonidae.